# طيران أونتاريو الرحلة 1363
طيران أونتاريو الرحلة 1363 هي رحلة طيران ثاندر باي إلي وينيبيغ عبر درايدن في 10 مارس 1989 وهي من طراز فوكر إف 28 فلوشيب وكان علي متنها 65 راكبا و4 من أفراد الطاقم وقد قتل في الحادث 24 شخصا من بينهم الطيارين ونجا 45 شخصا وجرح 45 شخصا وكان أسوء حادث طيران في كندا قبل حادث تحطم طائرة سويسرا للطيران الرحلة 111
10 مارس 1989:أقلعت رحلة خطوط اونتاريو الجوية رقم 1363 من أنتاريو إلى وينيبيك وعلي متنها 9 من أفراد الطاقم و60 راكبا وكانت الطائرة من طراز فوكر إف 28 وبعد 49 ثانية من الإقلاع اصطدمت بغابات أنتاريو علي بعد أكثر من 10 أمتار من مطار درايدن نجا 45 شخصا ومات 24 شخصا من الحادث وكان أسوء حادث طيران في كندا قبل حادث تحطم سويسرا للطيران الرحلة رقم 111 وسبب الحادث لرحلة خطوط أونتاريو الجوية رقم 1363 هو طقس جليدي, خطأ الطيار,ا لتأخير الدائم.

## بعد الحادث
بعد 18 شهرا من حادث تحطم رحلة خطوط أونتاريو الجوية رقم 1363 وقع أسوء حوادث الطيران الأمريكي في 22 مارس 1992 في مطار لاغوارديا, نيويورك, الولايات المتحدة في رحلة الخطوط الجوية الأمريكية رقم 504 المتجهة من نيويورك إلى كليفلاند وكان أدلة حادث تحطم رحلة الخطوط الجوية الأمريكية رقم 504 متشابهة لرحلة خطوط أونتاريو الجوية رقم 1363 وكانت الطائرة من طراز فوكر إف 28 وتحطمت في شاطئ خليج فلاشيك مات 27 ونجا 24 شخصا من حادث تحطم رحلة الخطوط الجوية الأمريكية رقم 504

### يو إس إيرويز الرحلة 405
بعد 3 سنوات من حادث تحطم طائرة فوكر إف 28 فلوشيب في مدينة درايدن الكندية وقع أسوء حادث طيران في في مدينة نيويورك في الولايات المتحدة عندما كانت طائرة فوكر إف 28 فلوشيب التابعة ليو إس إيرويز الرحلة 405 تحاول الأقلاع من مطار لاغوارديا إلي مطار كليفلاند هوبكنز الدولي وتحطمت الطائرة في خليج فلاشينغ بالقرب من مطار لاغوارديا وكانت الطائرة تحمل علي متنها 47 راكبا و4 من أفراد الطاقم وقد قتل في الحادث الأمريكي 27 شخصا ونجا 24 شخصا و21 شخصا بسبب خطأ الطيار , تراكم الجليد بسبب التأخير الدائم وإجراءات التذويب الغير اللائقة.

## معلومات الرحلة
التاريخ:10 مارس 1989
نوع الحادث:طقس جليدي,خطأ الطيار,التأخير الدائم
الموقع:غابات أنتاريو,أنتاريو,كندا
الركاب:60
الطاقم:9
الجرحي:45
الوفيات:24
الناجون:45
النوع:فوكر إف 28
المالك:خطوط أونتاريو الجوية
بداية الرحلة:مطار خليج الرعد,خليج الرعد (بلدة),كندا
أول محطة توقف:مطار درايدن,أنتاريو,كندا
الوجهة:مطار وينيبيك,وينيبيك,كندا